# Гольтяев, Евгений Андреевич
Евгений Андреевич Гольтяев — советский хозяйственный и государственный деятель, Герой Социалистического Труда.

## Биография
Родился в 1933 году в селе Ольшанец ныне Липецкой области. Член КПСС.
В 1949—1951 — слесарь совхоза в селе Ольшанец.
В 1951—1956 — военнослужащий Советской Армии.
В 1956—1993 — слесарь, машинист пневматического комбайна по добыче и уборке торфа, слесарь механической мастерской Мокеиха-Зыбинского торфопредприятия Министерства топливной промышленности РСФСР в Некоузском районе Ярославской области.
Указом Президиума Верховного Совета СССР от 29 июня 1966 года удостоен звания Героя Социалистического Труда за «трудовые успехи, достигнутые в выполнении заданий семилетнего плана по развитию торфяной промышленности» с вручением ордена Ленина и золотой медали «Серп и Молот».
Делегат XXIII съезда КПСС.
Умер в 2002 году в селе Мокеиха.

## Награды и звания
- Герой Социалистического Труда (29.06.1966)
- Орден Ленина (29.06.1966)
- Орден Октябрьской Революции (20.04.1971)
- Орден Знак Почёта (11.03.1974)